# Organisation de la sécurité sociale (Iran)
 (juillet 2025).
Le contenu est difficilement compréhensible vu les erreurs de traduction, qui sont peut-être dues à l'utilisation d'un logiciel de traduction automatique.
L'Organisation de la sécurité sociale (SSO), (en persan : سازمان تأمین اجتماعی) est une organisation d'assurance sociale en Iran qui fournit une couverture aux salariés et aux travailleurs salariés ainsi qu'une couverture volontaire des travailleurs indépendants. En 1975, la loi sur la sécurité sociale été approuvée et le SSO a été créé.  
en 1996, le Centre des statistiques de l'Iran estimé que plus de 73% de la population iranienne était couverte par la sécurité sociale. L'adhésion au système de sécurité sociale est obligatoire pour tous les salariés. 

## Organisation de la sécurité sociale (SSO)
Selon le 29e principe du droit constitutionnel de la République islamique d'Iran, la sécurité sociale a été décrite comme un droit de l'homme général ainsi que comme une responsabilité gouvernementale pour tous. Au cours des années qui ont suivi la Révolution islamique (en 1979), bien que de nombreuses organisations et départements d'assurance aient été créés pour fournir des services de sécurité sociale à différentes parties de la société, l'Organisation de la sécurité sociale (SSO) qui exerce ses activités conformément à la loi approuvée de 1975, couvre la plus grande partie de membres de la société égale à plus de 37 millions de personnes, couvrant les assurés et leurs familles.)
Les institutions de sécurité sociale sont dominées par l'Organisation de la sécurité sociale (SSO), qui est le principal organisme assurant la sécurité sociale en Iran. En vertu de l'article 10 de la loi sur la sécurité sociale, le SSO est chargé de mettre en œuvre et d'étendre divers types d'assurance sociale et de développer un système cohérent pour fournir des transferts centralisés d'espèces et de revenus. Le SSO fournit des services d'assurance qui touchent environ 70% de la population urbaine et 45% de la population totale. La SSO fournit des pensions de retraite et autres, et en fait, cela représente la moitié de ses allocations de ressources chaque année, tandis que les soins de santé et l'assurance maladie en représentent un quart.
Le ministère des Coopératives, du Travail et de la Protection sociale assure la supervision générale, tandis que l'«Organisation de la sécurité sociale» administre le programme par l'intermédiaire des antennes provinciales et des agences locales.

## Contributions
La SSO est une organisation non gouvernementale et elle est financée uniquement par les cotisations (avec la participation des assurés (7%), de l'employeur (20–23%) et du gouvernement (3%)). La protection sociale est étendue aux travailleurs indépendants, qui contribuent volontairement entre 12% et 18% du revenu en fonction de la protection recherchée. Les fonctionnaires, l'armée régulière, les forces de l'ordre et le Corps des gardiens de la révolution islamique, la deuxième grande organisation militaire d'Iran, ont leurs propres systèmes de retraite. 

## Fournisseurs d'assurance
Les deux plus grands fournisseurs d'assurance maladie sont l'Organisation de la sécurité sociale (SSO) et l'Organisation iranienne d'assurance maladie (IHIO). Les responsables du MoHME ont estimé que 39 millions d'Iraniens sont couverts par le SSO, tandis que 34 autres millions sont couverts par l'IHIO. Ces chiffres incluent 23 millions de personnes vivant à la campagne et 6 millions couvertes par l'emploi public. Le régime d'assurance maladie le plus englobant en Iran est fourni par le Social Organisation de sécurité (SSO) et est appelée assurance médicale de sécurité sociale (bimeh-ye darmani-ye ta’min-e ejtema’i).
Il couvre principalement les salariés et les indépendants du secteur privé, ainsi que les salariés à court terme contrats dans le secteur public. Dossiers médicaux et médicaux Les membres des régimes d'assurance maladie disposeront d'un soi-disant «carnet de santé» (daftarche-ye khadamat-e darmani), avec le dossier médical du propriétaire.

## Couverture d'assurance
Après le lancement du département des affaires étrangères de SSO en 2015, la fourniture d'une couverture d'assurance aux ressortissants étrangers a été sérieusement discutée de sorte que maintenant près de 42 500 ressortissants étrangers travaillant en Iran reçoivent des services d'assurance, a déclaré Khazaei, ajoutant que compte tenu de leurs personnes à charge, le nombre s'élève à 82 000 personnes.
Ahmad-Reza Khazaei, directeur général du SSO pour les affaires des ressortissants étrangers, a déclaré que les retraités étrangers de l'Organisation venaient d'Irak, du Pakistan, du Bangladesh, d'Allemagne, de Turquie, d'Afghanistan, d'Inde, des États-Unis, de la République d'Azerbaïdjan, du Royaume-Uni et d'Italie, Philippines, Liban, France, Pays-Bas, Koweït, Canada, Suisse, Japon et Malaisie. L'Irak, avec 1390 retraités, compte le plus grand nombre de retraités étrangers en Iran.
L'Afghanistan et l'Inde, avec respectivement 903 et 126 retraités, suivent l'Irak comme deuxième et troisième pays dont les ressortissants reçoivent une pension de l'assureur iranien, a ajouté le responsable.

## personnes à l'étranger
Les dispositions ont été prises pour amener quatre millions d’Iraniens à l’étranger sous la couverture de l’Organisation de la sécurité sociale. Le programme sera mis en œuvre par des entrepreneurs étrangers ou des agences SSO dans d'autres pays. Jusqu'à présent, des agences ont été lancées dans 21 pays pour faciliter l'accès aux services SSO pour les ressortissants iraniens vivant à l'étranger, a rapporté IRNA. Selon Hussein Joudaki, directeur général des affaires des ressortissants étrangers au SSO, les Iraniens ne bénéficiant d’aucune couverture d’assurance peuvent bénéficier de l’assurance maladie et des régimes de retraite de l’organisation.

## Prestations de service
SSO fournit les services suivants:  
1. Retraite, invalidité et décès;
2. Chômage;
3. Vieillesse;
4. Impuissance, perte de gardien et vulnérabilités sociales;
5. Accidents et blessures;
6. Handicap physique, mental et psychique;
7. Soins de santé et assurance médicale;
8. Protéger les mères, en particulier pendant la période de maternité et l'éducation des enfants;
9. Protéger les enfants orphelins et les femmes non protégées;
10. Planification d'un système d'assurance particulier pour les veuves, les femmes âgées et les femmes autonomes;
11. Réduction de la pauvreté et des inégalités;
12. Assistance et sauvetage.

## Statistiques
- Nombre d'assurés (18 à 65 ans): 12 millions (2014) [7]
- Nombre de bénéficiaires entiers: 37 millions (2014)
- Retraités et bénéficiaires: 2 millions (vieillesse, invalidité et survivants) (2013)